# Aenigmaticum mexicanum
Aenigmaticum mexicanum är en skalbaggsart som beskrevs av James Pakaluk 1985. Aenigmaticum mexicanum ingår i släktet Aenigmaticum och familjen punktbaggar. Inga underarter finns listade i Catalogue of Life.